# Сироткин, Никита Игоревич
Никита Игоревич Сироткин (род. 26 ноября 1993, Москва) — российский хоккеист, нападающий. Мастер спорта России (2017).

## Биография
Начинал играть в школе «Созвездие», семь лет занимался в школе московского «Динамо», затем — три года в ДЮСШ «Спартак».
Карьеру начал в USHL, играя за клубы «Грин-Бей Гэмблерс» (2010/11) и «Су-Сити Маскетирс» (2011/12). Сдал экзамены в колледж, планировал остаться в США, но вернулся в Россию из-за проблем с визой и с ноября 2012 года стал играть за команду МХЛ «Белые тигры» Оренбург. В сезонах 2014/15 — 2016/17 выступал в команде ВХЛ «Зауралье» Курган. В сезоне 2017/18 провёл 46 матчей за команду КХЛ «Металлург» Магнитогорск. В межсезонье перешёл в «Адмирал» Владивосток. Провёл семь матчей и выбыл из-за травмы на весь сезон. Летом 2019 года был на просмотре в «Амуре», но перешёл в казахстанский клуб ВХЛ «Торпедо» Усть-Каменогорск. Сезон 2020/21 отыграл за команду в чемпионате Казахстана. Затем — игрок клубов ВХЛ «АКМ» (2021), «Зауралье» (2021/22), «Рязань-ВДВ» (2022/23), «Динамо-Алтай» Барнаул (с 2023/24), в сезоне 2024/25 заключил контракт с вошедшей в ВХЛ кирово-чепецкой «Олимпией», по ходу сезона перешёл в клуб Белорусской экстралиги «Гомель».
Победитель хоккейного турнира Универсиады (2017).